# アローエンブレム グランプリの鷹
『アローエンブレム グランプリの鷹』（アローエンブレム グランプリのたか）は、東映動画制作のテレビアニメ。1977年9月22日から1978年8月31日までフジテレビ系列で木曜19:00 - 19:30に放送。全44話。

## 概要
いわゆるスーパーカーブームを受けてこの1977年秋（10月初頭前後）には、カーレースアニメだけで『激走!ルーベンカイザー』（テレビ朝日系）、『とびだせ!マシーン飛竜』（東京12チャンネル）、『超スーパーカー ガッタイガー』（同）、そして本作と4本も同時に放送が開始され、文字通りの競争状態となった。このうち、3クール（9ヵ月）以上続いたのは本作だけであり、残り3作は2クール前後で放送を終了した。本作は、本来の予定だった2クール以降の延長を成し遂げた。
なお、元々の企画は『グランプリの虹』というタイトルの、女性レーサーによる少女向けアニメの企画だった。これは、当時少女に対して人気を誇った『キャンディ・キャンディ』の影響だろうとされている。
蛭田充による漫画版が『テレビマガジン』誌上で連載されていたが、「街道レーサー編」のようにアニメ化されていない時間軸がメインとなったオリジナル展開の時期もある。ただし、最終話は本編の8輪車誕生エピソードにつながる物語となっている。『テレビランド』連載の土山よしきによる漫画版はF0編をオミットし、鷹也がF1レースで優勝するまでの過程を1年をかけて丁寧に描写したサクセスストーリーに徹している。

## ストーリー
レース中の事故により、一度はレースの道を断念した轟鷹也。だが、今一度、香取レーシングチームのドライバーとして、苦難や挫折を味わいながらも自身の経験、テクニックをマシンの設計に反映させながら、トドロキスペシャルなどで名うてのレーサー達を相手に世界のレースを戦っていく。

## 登場人物
轟鷹也
声 - 富山敬
主人公のレーサー。メカニックにも詳しく、自作マシンでレースに参加するもオイルスリップによりマシンをクラッシュさせてしまい、恐怖心から車嫌いになるが、ニックの説得により彼の元で修業し、後に香取モータースにテストドライバー兼メカニックデザイナーとして入社する。
F1・日本グランプリで優勝した後は、大作の遺言の答えを見つけるべくレーサーから足を洗い、ロッキー山脈にある山荘でスキーヤーとして暮らすが、レース界の現状を知り、F0に日本チームのドライバーとして復帰する。
逢瀬すず子
声 - 小山まみ
鷹也のチームメイトで香取モータース社員。社長の別荘を訪れていた際にニックに連れられてきた鷹也と出会い、車嫌いになってしまった鷹也を説得してレースの世界に復帰させる。チームではメカニックを担当し、ラリーでは鷹也のナビゲーターを、F1/F0ではタイムキーパーを務める。
逢瀬半五郎
声 - 野沢雅子
すず子の弟。スーパーカーやF1が大好きで、その知識量は大人顔負け。鷹也を兄のように慕う。
大日方勝
声 - 野田圭一（次回予告ナレーションも兼任）
香取モータース所属のレーサーで、鷹也のチームメイトでありライバル。都市銀行頭取の父を持つが、自身は家柄を鼻にかけず、正々堂々の勝負に拘る。
ロータスに移籍して参加した日本グランプリで、鷹也にリードを許したことから焦りが生まれ、無茶な追い越しをかけるが前方車と接触しマシンクラッシュ、炎上したマシンから逃げ遅れ焼死してしまう。勝の死後、父は息子の悲願を果たすべく香取モータースのF0参戦を資金面でバックアップしている。
香取梨絵
声 - 吉田理保子
香取モータースの社長令嬢だが、自身もメカニックに詳しい。勝の婚約者でもあった。
佐々木課長
声 - 緒方賢一
香取モータース特別開発室の責任者。鷹也の上司的存在で、頭に血が上った時の彼のストッパー役でもある。
ニック・ラムダ
声 - 徳丸完
オーストリア出身のF1レーサーでフェラーリ所属。マシンクラッシュで全身に火傷を負い、顔は覆面で隠されている。鷹也の才能にほれ込んで厳しく鍛え、彼を香取モータースにレーサー兼メカニックデザイナーとして紹介する。
車大作（轟タクジ）
声 - 柴田秀勝
「車モータース」の社長で、ニックや豪一郎の親友。鷹也のピンチを幾度となく助けて、彼のレーサーとしての成長を見守っている。
その正体は、15年前に失踪し亡くなっていたと思われていた鷹也の父・タクジ。レーサーとして活躍していた頃、練習中の事故で妻に重傷を負わせてしまう。彼女の助言もあって引き続きレースに参加するが、妻が死ぬとその事を負い目として日本を去り、妻と新婚旅行で訪れる予定だったキリマンジャロに身を寄せる。後に「車大作」として日本に戻る。
サファリラリーの最中、キリマンジャロで鷹也に看取られ最期を迎えるが、その遺言の答えを探すべく、鷹也は一度はレース界を去る決意をする。
香取豪一郎
声 - 久松保夫
香取モータース社長で梨絵の父。自身もかつてはレーサーで、日本の自動車産業発展のためにとF1に参戦し、時には自らピットで陣頭指揮を執る。
ケン大坪
声 - はせさん治
レース専門のカメラマンで佐々木の友人。少々胡散臭い風貌だが、長年レースに携わってきたことからその見る目は高い。
井村正之
声 - 加藤修
大作や豪一郎の親友で、太平洋戦争の特攻隊の生き残り。鷹也のレース復帰に尽力し、F0参戦時には航空会社の整備員としての地位を利用して彼に強烈なGを体験させ、これに耐えるよう助言する。後に香取モータースのアトラクションコーチとなる。
ハンス・ローゼン
声 - 古川登志夫
一時レースから足を洗った鷹也の後釜として、ニックがスカウトしたオーストリア人レーサー。きざな性格だがその実力は鷹也に劣っており、自身が有利な立場で挑んだ富士障害物レースでの敗北で負けを認め、彼を生涯のライバルとする。
F0では中近東チームに所属するが、ソビエトGPでのクラッシュで命を落とす。
パット・クラーク
声 - 山口奈々
鷹也がスキーヤーとなっていた頃に知り合った女性で、スキーヤー兼レーサー。F0では唯一の女性レーサーとしてイギリスチームに所属する。
イザベル
声 - 川島千代子
鷹也がスペインGPで知り合った美少女。鷹也と互いに強く惹かれあい、激しい恋に落ちる。
逢瀬たま
声 - 坪井章子
鷹也のおば
声 - 野沢雅子
ナレーター / 鷹也のおじ
声 - 矢田耕司

## 登場メカニック
トドロキスペシャル
T1は、香取モータースが1977年シーズンからのF1参戦に際し開発。プロトタイプは6輪（後1軸並列ダブルタイヤ）で、路面グリップ性能などの向上を図るため、轟鷹也の意見を元に実戦用は前2軸4輪でステアリングする8輪車に設計が改められた。テクニカルサーキット用である。
その後シーズン途中から実戦での経験をフィードバックし、同年フランスGPより、勾配サーキット用で常に最適なダウンフォースを得られるように自動可変スポイラーを装備したT2、また同年イタリアGPから、高速サーキット用に車輪配置を前後2軸ずつに改め、空気抵抗を減らし高速性能を改善したT3が現れ、サーキットに応じて使い分けることとなった。T3が轟の操縦により同年の日本GP決勝（富士）で優勝している。
番組中でエンジン周りの説明などはなかったが、当時発売されていた模型の説明文には「水平対向12気筒3000ccエンジン（最大出力500ps/12000rpm）」を搭載するとしていた。
T3から車大作が開発したセンサータイヤと呼ばれるシステムが装着されたが、これは現在のABS（アンチロックブレーキ）システムに相当するものである。
なお、現実のF1レギュレーションでは、1983年に4輪が明文化され6輪や8輪のF1は存在しえなくなった。T2のような走行中に可変する空力パーツは、1960年代末にF1に空力パーツが登場したごく初期には存在したが、すぐに「走行中は動かさず、車体に固定すること」という規制が掛けられたため、本作放送時点で既に禁止されており2010年までは存在できなかった（2011年より「可変リアウイング（ドラッグリダクションシステム）」が認められた）。
テレビランド連載版では登場経緯が大きく異なっており、下っ端メカニックであるためF1開発会議に口を挟む権利の無い鷹也は、スクラップや古タイヤ、カトリF1試作車の予備パーツをくすねて8輪車を自作、ニックが行う試作車テスト走行にゲリラ参戦することで、際立った良さの無かった試作車を越えるスピードとコーナリング性能を発揮、（普通なら懲戒免職ものだが）香取社長に認められて8輪車のアイデアが採用されることとなった。
カトリ・スーパーロマン
香取モータース製のスーパーカー。スペックは当時のフェラーリ・512BBやランボルギーニ・カウンタックLP500Sなどのスーパーカーに匹敵する。1977年のモンテカルロ・ラリーとサファリラリーにワークス参戦、後者で優勝している。またレース専用にワークスで改造されたグループ5シルエットフォーミュラ仕様があり、同年のル・マン24時間レースで優勝している。くさび形のボディを持つ2軸4輪のマシンだが、鷹也はモンテカルロ・ラリーで、乾燥路面に時おり混じるアイスバーン対策として後輪に通常のレーシングタイヤ以外にスパイクタイヤを履かせ、1軸並列ダブルタイヤの6輪車にする。モンテカルロでは大日向とのバトルの末にクラッシュしてリタイヤしたものの、この多輪車の発想は後のトドロキスペシャルへと繋がっていく。
F0サムライ
1978年に施行された新レギュレーション「F0（エフゼロ）」に際し香取モータースが開発。同年の日本GP（浅間山麓）で轟の操縦により優勝している。エンジンはガスタービンを用いている。
F0（エフゼロ）
旧ソ連が赤い星レーシングチームを結成し、宇宙技術を生かしてF1で活躍、中東産油国も豊富なオイルマネーを使ってF1に参入するなど、F1は国威発揚の場と化していた。負けじとアメリカもビッグ3（GM、フォード、クライスラー）が資金と技術を出し合ってオールアメリカレーシングチームを結成したが、成績は全く振るわなかった。その原因がF1の細かなレギュレーションがシンプル＆ビッグ好みのアメリカ人の性格に合わないためと考えたビッグ3は、F1のレギュレーションを全廃して、アメリカ好みの排気量無制限という新レギュレーションを国際自動車連盟に強引に認めさせた。各国が国威掲揚の場として、強力なバックアップ体制を敷いたが、日本は政府が積極的ではなく、資金面で苦戦したが、大手企業の連合で香取モータースをバックアップする体制を作り、資金面での問題が解消し、各国と対等に戦っている。
この他、ライバルとなるF1マシンでフェラーリ・312T2、ロータス・78などが、またスーパーカーでは前述の512BBやカウンタックの他、ランチア・ストラトスなどが登場。当時のアニメ作品では珍しく実在の車両が数多く登場し、当時の画力、技術をもってリアルに描かれていた。

## スタッフ
- 企画：別所孝治（フジテレビ）、田宮武 → 横山賢二（東映動画）
- 原案・監修：保富康午
- オリジナルデザイン：杉野昭夫、小林檀
- 音楽：宮川泰
- チーフディレクター：りんたろう → 西沢信孝
- 製作担当：菅原吉郎
- 作画：村中博美、谷口守泰、富永貞義、浜津守、鈴木康彦、森山雄治、板野一郎 他
- 特殊効果：中島正之、田中孝夫、山本公、佐藤章二、向井稔
- 編集：花井正明
- 録音：田中英行
- 選曲：宮下滋
- 効果：松田昭彦
- 撮影：菅谷英夫、佐藤隆郎、佐野禎史、寺尾三千代、森口洋輔、白井久男、森下成一、菅谷信行
- 演出助手：井上昭、高山秀樹、吉沢孝男、佐々木勝利、立花遊、佐野寺住人、石岬進、高橋英樹、蕪木登喜司、原田久、福島和美、森孝
- 製作進行：松下健、康村正一、伊藤文夫、南波一、佐々木晴夫、郭承威、伊東政雄、小島多美子、川端蓮司、庄司清
- 記録 ：池田紀代子
- 現像：東映化学
- 美術設定：椋尾篁 → 辻忠直
- キャラクター設計：野田卓雄、小泉謙三
- 制作：フジテレビ、東映

## 主題歌・挿入歌
全曲とも、作詞は保富康午、作曲は宮川泰による。主題歌の編曲も宮川泰が行ったが、挿入歌の編曲は武市昌久が担当した。
主題歌シングルは1977年10月発売（SCS-382）。挿入歌の初出は1978年2月発売のサウンドトラックLP（CS-7051）だが、「太陽に走れ」と「燃えろ青春」はシングルカット（SCS-400）もされた。

### 主題歌
オープニングテーマ「グランプリの鷹」
歌：水木一郎、フィーリング・フリー
･1978年にはキングレコードから池田鴻によるカバー版が発売された。
･2012年公開の映画『ヱヴァンゲリヲン新劇場版:Q』において、主要登場人物の真希波・マリ・イラストリアスが本作品の主題歌「グランプリの鷹」をワンフレーズ「的を狙えば外さない」と口ずさむシーンがある。
エンディングテーマ「レーサーブルース」
歌：水木一郎

### 挿入歌
「太陽に走れ」
歌：水木一郎
「ちいさな思い」
歌：堀江美都子
「燃えろ青春」
歌：こおろぎ'73、若羽会コーラス
「CHEER UP! YOUNG FRIENDS」という英語版が「ささきいさお 英語盤/アニメヒットを歌う」に収録された。

## 放送リスト
| 話数 | 初回放送日     | サブタイトル                         | 脚本     | 演出       | 作画監督   | 美術              |
| ---- | -------------- | ------------------------------------ | -------- | ---------- | ---------- | ----------------- |
| 1    | 1977年 9月22日 | 栄光へダッシュ!                      | 辻真先   | りんたろう | 南条文平   | 窪田忠雄          |
| 2    | 9月29日        | いつか不死鳥（フェニックス）のように | 上原正三 | 芹川有吾   | 白土武     | 窪田忠雄          |
| 3    | 10月6日        | 怪物マシーンに挑戦                   | 上原正三 | 川田武範   | 森利夫     | 窪田忠雄          |
| 4    | 10月13日       | 明日へのスピンターン                 | 上原正三 | 生頼昭憲   | 野田卓雄   | 窪田忠雄          |
| 5    | 10月20日       | 傷だらけの爆走                       | 上原正三 | 研次郎     | 富永貞義   | 窪田忠雄          |
| 6    | 10月27日       | 仮面（マスク）のかげに炎が燃える     | 辻真先   | 山吉康夫   | 上村栄司   | 窪田忠雄          |
| 7    | 11月3日        | ロードグリップにかけろ               | 辻真先   | 原田益次   | 鈴木孝夫   | 窪田忠雄          |
| 8    | 11月10日       | 吠えろ六輪車                         | 辻真先   | りんたろう | 南条文平   | 窪田忠雄          |
| 9    | 11月17日       | 激走500マイル                        | 辻真先   | 蕪木登喜司 | 菊池城二   | 窪田忠雄          |
| 10   | 11月24日       | 黒い氷の恐怖                         | 辻真先   | 石崎すすむ | 富永貞義   | 窪田忠雄          |
| 11   | 12月1日        | おれのF1 8輪車                       | 上原正三 | 川田武範   | 森利夫     | 窪田忠雄          |
| 12   | 12月8日        | スペイン愛の嵐                       | 上原正三 | 生頼昭憲   | 青鉢芳信   | 窪田忠雄          |
| 13   | 12月15日       | 奪われた轟スペシャル                 | 上原正三 | 原田益次   | 谷口守泰   | 山口俊和          |
| 14   | 12月22日       | ラ・マンチャの風車                   | 上原正三 | りんたろう | 南条文平   | 窪田忠雄          |
| 15   | 12月29日       | 吠えろ ル・マン                      | 上原正三 | 小泉謙三   | 菊池城二   | 勝又激            |
| 16   | 1978年 1月5日  | 勝った! おれは走った                 | 上原正三 | 山吉康夫   | 上村栄司   | 窪田忠雄          |
| 17   | 1月12日        | 明日の凱歌は俺のもの                 | 辻真先   | 小泉謙三   | 菊池城二   | 勝又激            |
| 18   | 1月19日        | 田園に吠えるマシンたち               | 辻真先   | 原田益次   | 鈴木孝夫   | 窪田忠雄          |
| 19   | 1月26日        | シルバーストーンのしぶき             | 辻真先   | 佐々木勝利 | 小松原一男 | 窪田忠雄          |
| 20   | 2月2日         | モンツアGP（グランプリ）前哨戦       | 辻真先   | 川田武範   | 森利夫     | 窪田忠雄          |
| 21   | 2月9日         | 男が翼をたたむ時                     | 辻真先   | 小泉謙三   | 菊池城二   | 勝又激            |
| 22   | 2月16日        | F1日本グランプリ                     | 上原正三 | 森下孝三   | 青鉢芳信   | 窪田忠雄          |
| 23   | 2月23日        | 父に捧げるGP（グランプリ）優勝       | 上原正三 | 蕪木登喜司 | 鈴木孝夫   | 窪田忠雄          |
| 24   | 3月2日         | そしてアフリカへ                     | 上原正三 | 生頼昭憲   | 菊池城二   | 勝又激            |
| 25   | 3月9日         | サファリ5000キロ                     | 上原正三 | 山吉康夫   | 森利夫     | 窪田忠雄          |
| 26   | 3月16日        | キリマンジャロの誓い                 | 上原正三 | 小泉謙三   | 野田卓雄   | 勝又激            |
| 27   | 3月23日        | 東西に敵を迎えて                     | 辻真先   | 西沢信孝   | 富永貞義   | 辻忠直 坂本信人   |
| 28   | 3月30日        | ロッキー山に翼たたんで               | 辻真先   | 森下孝三   | 鈴木康彦   | 勝又激            |
| 29   | 4月6日         | ターゲットは鷹也だ!                  | 藤川桂介 | 小泉謙三   | 小泉謙三   | 辻忠直            |
| 30   | 4月13日        | 復帰第一戦に命をかけろ               | 藤川桂介 | 葛西治     | 篠田章     | 勝又激            |
| 31   | 4月20日        | ロングビーチに迷える鷹               | 辻真先   | 山吉康夫   | 篠田章     | 辻忠直 坂本信人   |
| 32   | 4月27日        | 炎のジェロニモ                       | 辻真先   | 森下孝三   | 上村栄司   | 辻忠直 金子英俊   |
| 33   | 5月4日         | 富士障害物レース                     | 辻真先   | 西沢信孝   | 兼森義則   | 坂本信人          |
| 34   | 5月18日        | 生き返れ!! サムライ                  | 藤川桂介 | 福島和美   | 菊池城二   | 辻忠直            |
| 35   | 5月25日        | 恐怖のF.0第一戦                      | 藤川桂介 | 案納正美   | 篠田章     | 坂本信人          |
| 36   | 6月1日         | 嵐のトレーニング                     | 辻真先   | 森下孝三   | 森利夫     | 辻忠直            |
| 37   | 6月15日        | ローレライは死を招く?!               | 辻真先   | 明比正行   | 篠田章     | 辻忠直 海老沢一男 |
| 38   | 6月22日        | 風雲ニュールブルクリング             | 辻真先   | 西沢信孝   | 兼森義則   | 坂本信人          |
| 39   | 6月29日        | 激突!! 死線を越えて                  | 辻真先   | 明比正行   | 森利夫     | 金子英俊          |
| 40   | 7月6日         | 炎と涙のサーキット                   | 辻真先   | 案納正美   | 篠田章     | 襟立智子          |
| 41   | 7月20日        | 走れ飛べ野生の鷹                     | 藤川桂介 | 川田武範   | 上條修     | 坂本信人          |
| 42   | 7月27日        | モスクワに散ったライバル             | 藤川桂介 | 森下孝三   | 森利夫     | 金子英俊          |
| 43   | 8月17日        | 浅間燃ゆ! 日本最大のレース           | 辻真先   | 明比正行   | 篠田章     | 坂本信人          |
| 44   | 8月31日        | 鷹よ，雲の彼方にはばたけ!            | 辻真先   | 山吉康夫   | 兼森義則   | 金子英俊          |

## 放送局
放送時間は個別に出典が提示されているものを除き、1978年8月中旬 - 9月上旬時点のものとする。
- フジテレビ (制作局)：木曜 19:00 - 19:30
- 北海道文化放送：木曜 19:00 - 19:30
- 青森テレビ：水曜 17:30 - 18:00
- テレビ岩手：木曜 18:00 - 18:30（1978年3月まで）→ 木曜 17:30 - 18:00（1978年4月から）[4]
- 仙台放送：木曜 19:00 - 19:30[5]
- 秋田テレビ：木曜 19:00 - 19:30
- 山形テレビ：火曜 17:30 - 18:00[6]
- 福島テレビ：日曜 7:00 - 7:30[7]
- 新潟総合テレビ：水曜 17:20 - 17:48[8]
- 長野放送：木曜 19:00 - 19:30[9]
- 山梨放送：水曜 17:30 - 18:00（1978年3月まで）[10] → 土曜 7:30 - 8:00（1978年4月から）
- 富山テレビ：木曜 19:00 - 19:30[11]
- 石川テレビ：木曜 19:00 - 19:30[11]
- 福井テレビ：木曜 19:00 - 19:30[11]
- テレビ静岡：木曜 19:00 - 19:30
- 東海テレビ：木曜 19:00 - 19:30
- 関西テレビ：木曜 19:00 - 19:30
- 山陰中央テレビ：木曜 19:00 - 19:30
- テレビ新広島：木曜 19:00 - 19:30
- 四国放送：月曜 18:00 - 18:30
- 西日本放送：土曜 17:25 - 17:55（放送当時は岡山県との相互乗り入れ前）
- テレビ愛媛：土曜 7:30 - 8:00
- テレビ高知：月曜 17:00 - 17:30
- テレビ西日本：木曜 19:00 - 19:30
- サガテレビ：木曜 19:00 - 19:30
- テレビ長崎：木曜 19:00 - 19:30
- テレビ熊本：金曜 18:00 - 18:30
- テレビ大分：火曜 18:00 - 18:30
- テレビ宮崎：木曜 17:55 - 18:25
- 鹿児島テレビ：金曜 17:20 - 17:50
- 沖縄テレビ：木曜 19:00 - 19:30